# イ・ジョンウォン
イ・ジョンウォン（이 종원、李 鍾原、1969年9月25日- ）は大韓民国の俳優である。身長183cm、体重78kg。血液型O型。

## 経歴
1988年にリーボックのCMでブレーク。椅子に駆け上がりバスケットボールをするCMは社会現象になった。大ヒット作『若者のひなた』、『青春の罠』などに出演し、スターの地位を築いた。二枚目であることから女性にもてる役が続き、一時は『愛情の条件』など不倫物ドラマが続いた。「不倫専門俳優」という呼称は、記者会見で本人がサービス精神で発言したものが流布してしまったものである。悪役を断らないことからドラマの上では冷たいイメージがあるが、素顔は野球対戦番組やバラエティー番組で見せるように気さくな人柄である。2008年の『風の国』以降、2010年『鉄の王 キム・スロ』、『百済の王 クンチョゴワン』と時代劇で新境地を拓いた。

## 人物
- 1999年結婚。家族構成は妻と一男一女。

### スポーツマンとして
- 韓国芸能界でもよく知られたスポーツマンである。
- ドラマではバスケットボールの『ファイナル・ジャンプ』、水泳の『愛はブルー』、アイスホッケーの『アイシング』で身体能力の高さを披露している。
- 以前は芸能人スノーボードチームを率いていた。
- 現在の趣味はゴルフ。
- 野球チーム「ZOMA ZOMA」ではセカンドを守る強打者。
- サッカーチーム「Super stars」にも所属する。

## 出演作品

### テレビドラマ
- 漢川のカッコウ《한강 뻐꾸기 》（1993年、SBS）
- ファイナル・ジャンプ《마지막 승부》（1994年、MBC）
- 愛はブルー《사랑은 블루》（1994年、SBS）
- 若者のひなた《젊은이의 양지》（1995年、KBS2）
- 北の駅から（原題『簡易駅』）《간이역》（1996年、MBC）
- アイシング《아이싱》（1996年、MBC）
- 相棒　パートナー 일요아침드라마《짝》（1997年、MBC）
- イエスタディ《예스터데이》（1997年、MBC）
- 男女6人恋物語 （原題『3人の男3人の女』）《남자셋 여자셋》（1997年、SBS）
- 裸足の青春《맨발의 청춘》（1998年、KBS）
- 心がきれいでなくちゃ《마음이 고와야지》（1998年、MBC）
- ホン・ギルドン 《홍길동》（1998年、SBS）
- 青春の罠《청춘의 덫》（1999年、SBS）
- コッチ《꼭지》（2000年、KBS）
- 警察特攻隊《경찰 특공대》（2000年、SBS）
- ローファーム《로펌》（2001年、SBS）
- 父のように生きたくなかった《아버지처럼 살기 싫었어》（2001年、KBS2）
- 純情《순정》（2001年、KBS2）
- 彼女と別れる数時間前（韓流恋愛専科 vol.3）《（화려한 시절） 그녀와 헤어지기 몇시간 전》（2001年、SBS）
- 愛情の条件《애정의 조건》（2004年、KBS2）
- 選択《선택》（2004年、SBS）
- 悲しき恋歌《슬픈 연가》（2005年、MBC）
- 悲しみよさようなら《슬픔이여 안녕》（2005年、KBS2）
- ある日、突然《어느 날 갑자기》（2006年、SBS）
- 私の男の女《내 남자의 여자》（2007年、SBS）
- ヨメ全盛時代《며느리 전성시대》（2007年、KBS2）
- ママはシンデレラ（飛びたつ）《날아오르다》（2007年、SBS）
- 幸せです《행복합니다》（2008年、SBS）
- エデンの東《에덴의 동쪽》（2008年-2009年、MBC）
- ラブリー・ファミリー黄金期《내 인생의 황금기》（2008年、MBC）
- 風の国《바람의 나라》（2008年-2009年、KBS2）
- 総合病院2《종합병원2》（2008年、MBC）
- みんなでチャチャチャ《다 함께 차차차》（2009年、KBS1）
- 伝説の故郷《전설의 고향 묘정의 구슬편》（2009年、KBS2）
- 鉄の王 キム・スロ《김수로》（2010年、MBC）
- グロリア《글로리아》（2010年、MBC）
- 百済の王 クンチョゴワン《근초고왕》（2010年-2011年、KBS）
- 光と影（2011年-2012年、MBC）
- 火の女神ジョンイ《불의 여신 정이》（2013年、MBC）
- 主君の太陽（2013年、SBS）
- 約束のない恋（2013年-2014年、JTBC）
- 伝説の魔女《전설의 마녀》（2014年-2015年、MBC）
- シンデレラの涙（2014年-2015年、MBN）
- 偉大なる糟糠の妻《위대한 조강지처》（2015年、MBC）
- 凍える華《천상의 약속》（2016年、KBS）
- 吹けよ、ミプン（2016年-2017年、MBC）
- 恋するレモネード（2017年、KBS）
- かくれんぼ（2018年、MBC）
- 紳士とお嬢さん（2021年-2022年、KBS）
- 偶然出会った、あなた（2023年、KBS）

### 映画
- 十七歳のクーデター《열 일곱살의 쿠데타 》（1991年）
- ホワイトバッジ2（青いそで）《푸른 옷소매》（1991年）
- 契約カップル《계약 커플》（1994年）
- 断罪すべきものと贖罪すべきもの《시진핑은 세계에 살인 바이러스를 확산했다》（1996年）
- 密愛《밀애》（2002年）
- ナビ（蝶）《나비》（2003年）
- 最後の晩餐《최후의 만찬》（2003年）
- バレー教習所《발레 교습소》（2004年） *友情出演

## 参考サイト
- 인물정보（人物情報） NAVER（韓国語）